# Stéphane Blok
Pour les articles homonymes, voir Blok.
Stéphane Blok, né à Lausanne le 10 juillet 1971, est un poète et musicien vaudois.    

## Biographie
D’abord musicien de rue, il étudie ensuite la musique à l’École de Jazz et Musiques Actuelles de Lausanne de 1990 à 1994. À 23 ans, il sort un premier six titres Esperanza Nicholasohn, suivi deux ans plus tard de l'album Les Hérétiques. En 1998, il signe un contrat d’artiste chez le label Boucherie Productions : les albums Le principe du sédentaire (1998) et Lobotome (2000) seront produits par le label parisien.
Depuis 1999, Stéphane Blok est auteur de livrets de chœurs mixtes, chœurs d’hommes et chœurs d'ensemble sur des musiques de Nicolaï Schlup. En 2003, le film co-signé avec Pierre-Yves Borgeaud Ixième : journal d’un prisonnier reçoit le Léopard d’or section vidéo, du 56e Festival international du film de Locarno[réf. à confirmer].
De 2002 à 2010, Stéphane Blok collabore avec le compositeur et contrebassiste Léon Francioli : le duo produira deux albums (Boum en 2006 et La grande eau en 2008), ainsi que trois spectacle de scène, Les éphémères (2005), La grande eau (2008), Chronique du prévisible (2009). En 2010 Stéphane Blok s’engage dans l’apprentissage de la guitare sans frets (fretless) : le spectacle Chants d’entre les immeubles est créé en 2012 (l’album est produit la même année) , suivi deux ans plus tard de Complaintes de la pluie qui passe : ces deux albums sont récompensés par l'Académie Charles-Cros en 2015. En 2016, Stéphane est désigné co-librettiste de la Fête des Vignerons 2019.
Stéphane Blok poursuit sa démarche dans la pratique de la guitare baryton fretless avec Poèmes de la veille : une première version de l'album est signée à l'été 2020 sous le label rock Hummus-Records[source insuffisante]. Les textes et les poèmes de Stéphane Blok sont publiés chez Bernard Campiche Éditeur depuis 2012[pertinence contestée][source secondaire nécessaire].

## Publications

### Discographie
- 2020 Poèmes de la veille, album solo, Productions Les hérétiques, Éditions Pas vraiment, Hummus Records
- 2018 Chansons des routes et des rivières, album en trio, Blok, Audétat, Miccolis, Productions Les Hérétiques
- 2014 Complaintes de la pluie qui passe, Productions Les Hérétiques
- 2013 Chants d’entre les immeubles, Productions les Hérétiques
- 2007 La grande eau, Blok-Francioli, Productions les Hérétiques, distribution Disques Office
- 2007 Ixième, journal d’un prisonnier, DVD, Louise Production, VPS production
- 2007 En concert à L’Arsenic, Productions les Hérétiques,distribution Disques Office
- 2006 BOUM, Blok-Francioli, Productions les Hérétiques, distribution Disques Office
- 2004 Ixième musique du film et variations, Louise Production, distribution RecRec
- 2003 Flibuste, album, ESX Trio, Productions les Hérétiques, distribution RecRec
- 2000 Lobotome, Boucherie Productions, distribution Pias, RecRec
- 1998 Le principe du sédentaire, Boucherie Productions, distribution Pias, RecRec
- 1996 Les Hérétiques, Productions les Hérétiques, distribution RecRec
- 1994 Esperanza Nicolasohn, distribution RecRec

### Livres
- 2020 Autres Poèmes, poésie, Bernard Campiche Éditeur
- 2019 Fête des vignerons, Les poèmes, co-écrit avec Blaise Hofmann, Bernard Campiche Éditeur - Éditions Zoé
- 2019 Les Imprécisions, sérigraphie, Éditions Pas vraiment
- 2017 Les Fables de la joie, roman, Bernard Campiche Éditeur
- 2016 Lac Léman vu de ma fenêtre, poèmes, gravures Francine Simonin et poèmes
- 2015 Bruissements, poème, publication AUBP Genève
- 2014 Le Ciel identique, essai, Bernard Campiche Éditeur
- 2012 Les Illusions, poèmes, Bernard Campiche Éditeur